# 台湾金足草
台湾金足草（学名：Strobilanthes formosana）是爵床科紫云菜属的植物，是台灣的特有植物。分布在台灣本島，目前尚未由人工引种栽培。

## 别名
台湾马蓝（台湾植物志）